# Ulica Krótka w Krakowie
Ulica Krótka – ulica w Krakowie, w dzielnicy I Stare Miasto, na Kleparzu.
Łączy ulicę św. Filipa z ulicą Krzywą. Jest jednojezdniowa.

## Historia
Pierwszy zapis o tej ulicy pochodzi z 1519 roku i brzmiał: „Domum iuxta viculum civitatis in plateas”. Na planach miejskich z około 1744 roku istnieje w miejscu ulicy wąskie przejście oznaczone między budynkami. Jako ulica pod obecną nazwą zanotowana została po raz pierwszy w 1880 roku.

## Zabudowa
Po zachodniej stronie ulicy:
- ul. Krótka 2 (ul. Krzywa 6) – kamienica, XIX wiek[a].
- ul. Krótka 6 – kamienica, XIX wiek.
- ul. Krótka 8 – kamienica, XIX wiek.

Po wschodniej stronie ulicy:
- ul. Krótka 3 – kamienica, XIX wiek.
- ul. Krótka 5 – kamienica, XIX wiek.

Opracowano na podstawie źródła: Gminnej ewidencji zabytków – Kraków.

## Galeria

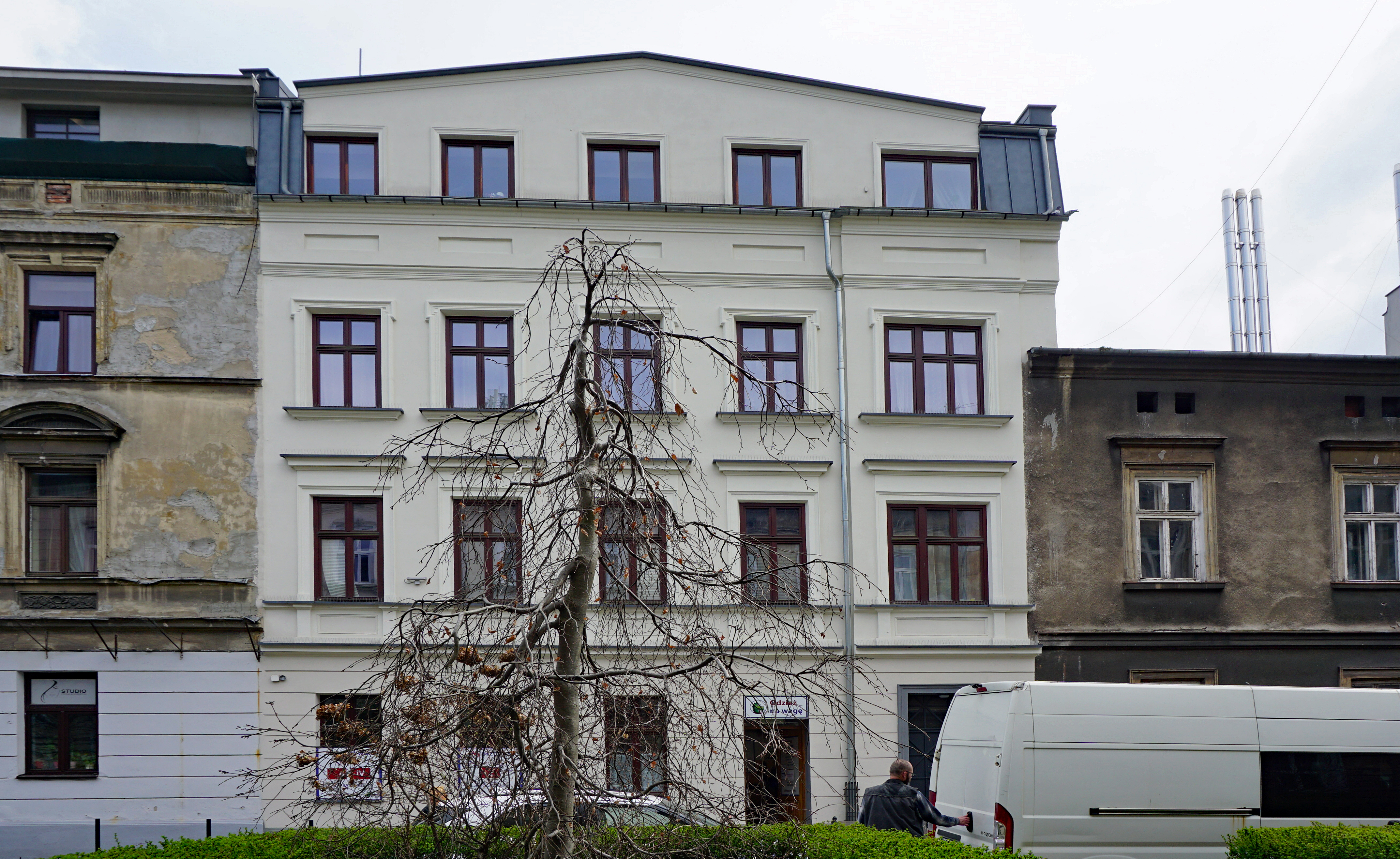
ul. Krótka 5 Kamienica (XIX w.)
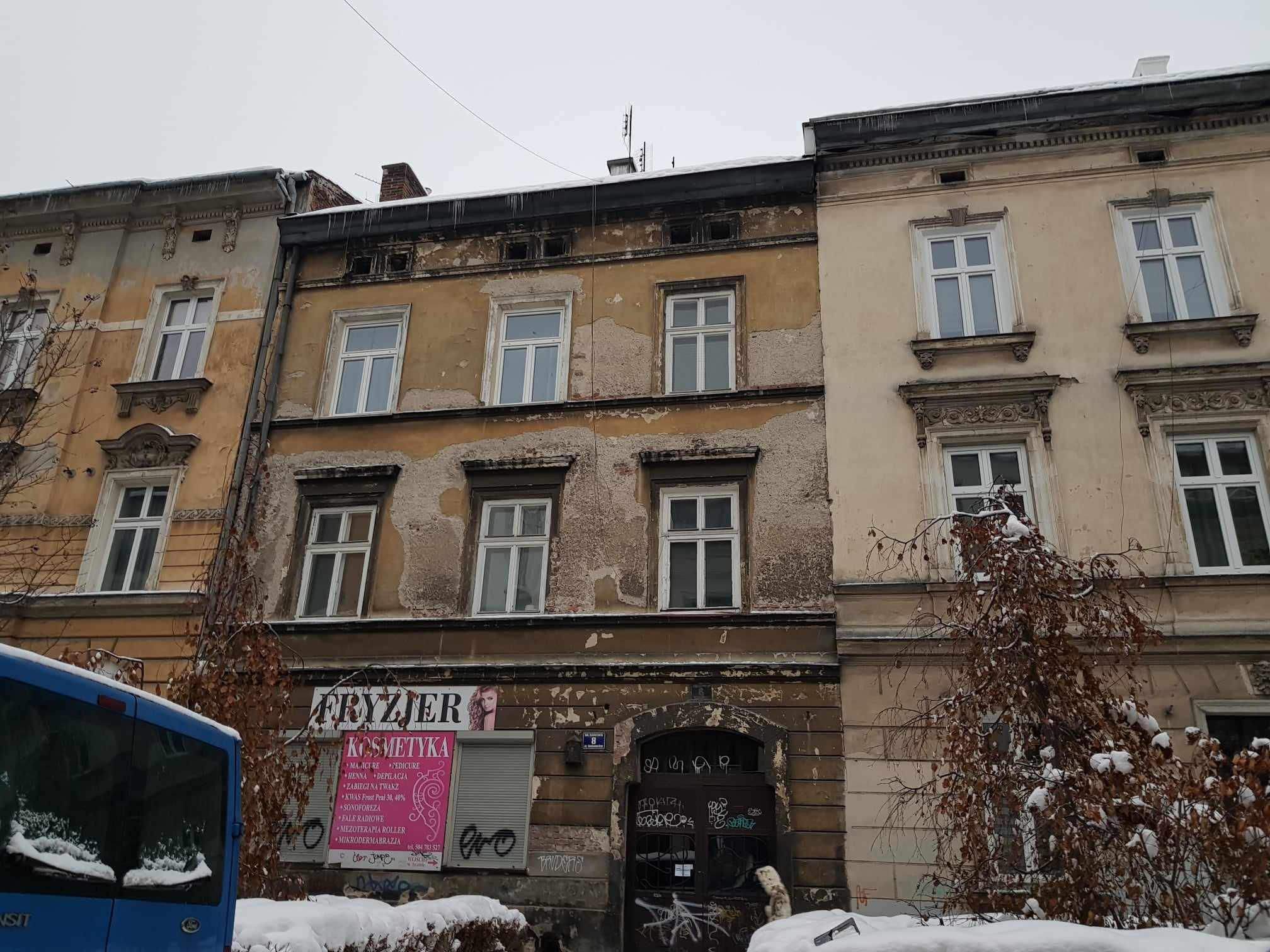
ul. Krótka 8 Kamienica (XIX w.)
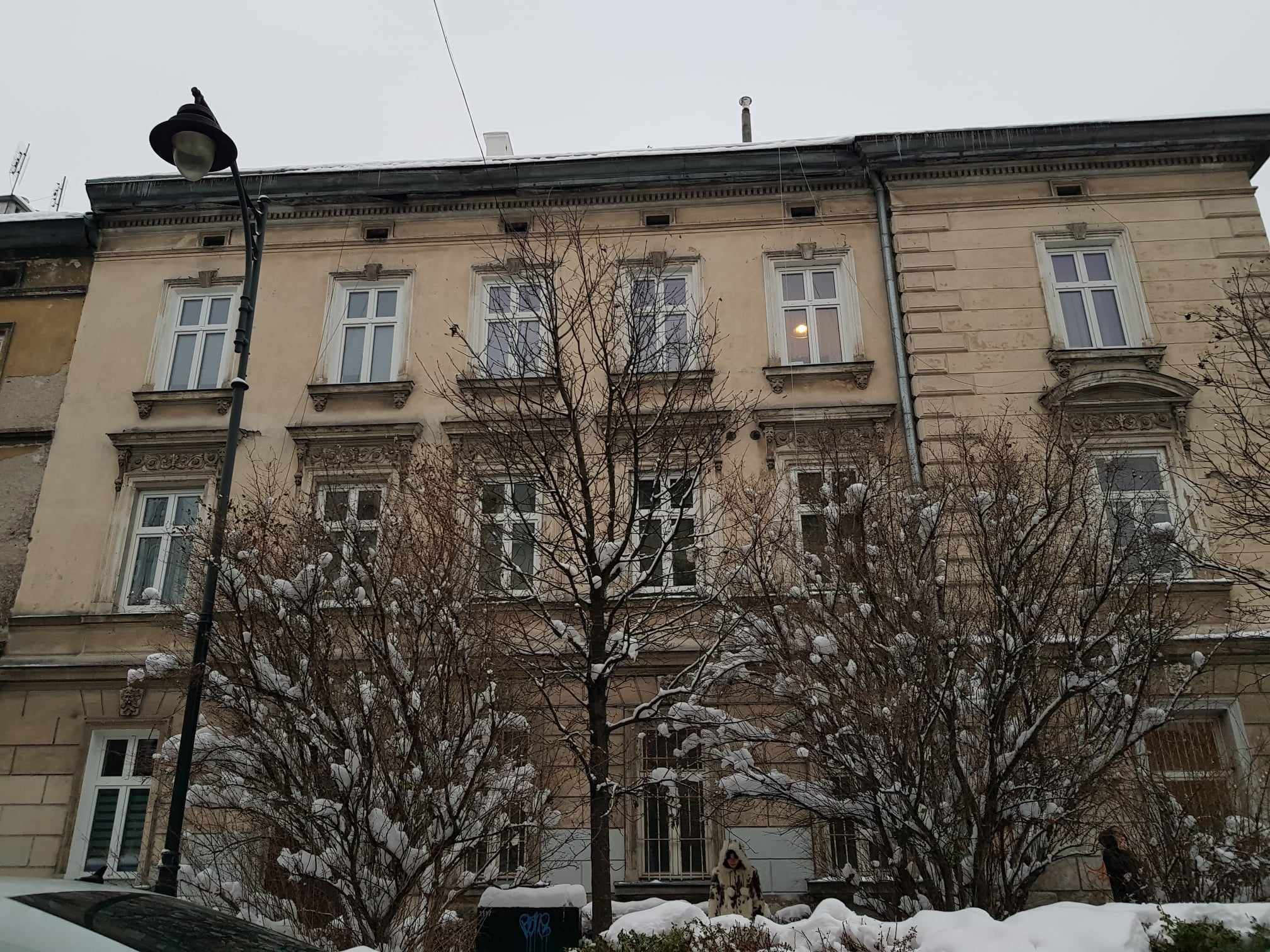
ul. Krótka 10 Kamienica